# Жан-Батист Клебер
Жан-Батист Клебер (фр. Jean-Baptiste Kléber; 9 березня 1753 — 14 червня 1800) — французький полководець часів Французької революції, головнокомандувач французької армії в Єгипті з 22 серпня 1799 до 14 червня 1800 року.
Клебер служив у Рейнській області під час війни першої коаліції, брав участь в придушенні повстання у Вандеї. Після укладення Кампо-Формійського миру відійшов від військових справ, але повернувся на службу, щоб супроводжувати Наполеона Бонапарта в кампанії в Єгипті та Сирії в 1798 році. Коли становище французьких військ в кампанії погіршилося, Наполеон повернувся до Парижа в 1799 році і призначив Клебера командувачем всіх французьких військ в Єгипті. Убитий студентом у Каїрі в 1800 році.

## Біографія
Жан-Батист Клебер народився 9 березня 1753 року в Страсбурзі, в провінції Ельзас, де його батько працював майстром-будівельником. У 1769 році він недовго служив у французькому 1-му гусарському полку, але пішов у відставку, щоб з 1770 по 1774 рік вивчати архітектуру в Парижі. Його допомога двом німецьким дворянам під час бійки в таверні сприяла тому, що він був зарахований до військової школи в Мюнхені. Після закінчення навчання він отримав призначення до 38-го піхотного полку фон Кауніца габсбурзької австрійської армії. Брав участь у війні за баварську спадщину, але не брав участі у великих боях. Служив у гарнізонах Монса, Мехелена та Люксембурга в Австрійських Нідерландах. Вирішивши, що його скромне походження не дає йому шансів на просування вище унтер-лейтенанта, він залишив австрійську армію в 1783 році, прослуживши загалом сім років.

### Французькі революційні війни
У 1792 році, на початку Французьких революційних війн, Клебер вступив до 4-го добровольчого батальйону Верхнього Рейну. Завдяки своєму військовому досвіду його одразу обрали ад'ютантом, а невдовзі підполковником батальйону. Відзначився під час облоги Майнца у липні 1793 року, у серпні 1793 року отримав звання бригадного генерала.
Потім Клебер був перекинутий до Західної Франції, де брав участь у придушенні повстання у Вандеї. 19 вересня 1793 року в битві при Тіффозі він зазнав поразки, але зумів зберегти командування. Через місяць Клебер сприяв перемозі республіканців при Шоле, за що 17 жовтня 1793 року отримав звання дивізійного генерала. У цих операціях почалася його дружба з генералом Франсуа Марсо, разом з яким він розгромив сили роялістів у битвах при Ле-Мані та Савене у грудні 1793 року.
У квітні 1794 Клебера направили до Арденнської армії. Свою майстерність і хоробрість він проявив у численних боях біля Шарлеруа, а також здобув перемогу при Флерусі (26 червня 1794 року). У наступні роки служив переважно на межі Рейна. Взимку 1794—1795 років брав в облогу Майнц. 13 жовтня 1795 року він провів блискучу ар'єргардну операцію на мосту поблизу Нойвіда, а в наступальній кампанії 1796 року був найуспішнішим лейтенантом генерала Жана Батиста Журдана, перемога французьких військ під Зігбургом 1 червня того ж року дозволила Журдану переправити основну частину французьких сил через Рейн. Після відступу до Рейну Клебер відмовився від командування і пішов у приватне життя на початку 1798 року. Він повернувся на службу пізніше того ж року, спочатку в Армію Англії (підрозділ французької революційної армії), а потім прийняв у командування дивізію в складі Армії Сходу під командуванням генерала Наполеона Бонапарта.

### Єгипетська кампанія
Клебер приєднався до Бонапарта в експедиції до Єгипту, але отримав поранення в голову під Александрією в першому ж бою, що не дозволило йому взяти участь у битві біля пірамід, пізніше був призначений на посаду губернатора Александрії. У сирійській кампанії 1799 року він командував авангардом, взяв Ель-Аріш, Газу і Яффу, і здобув велику перемогу в битві при горі Табор 15-16 квітня 1799 року.

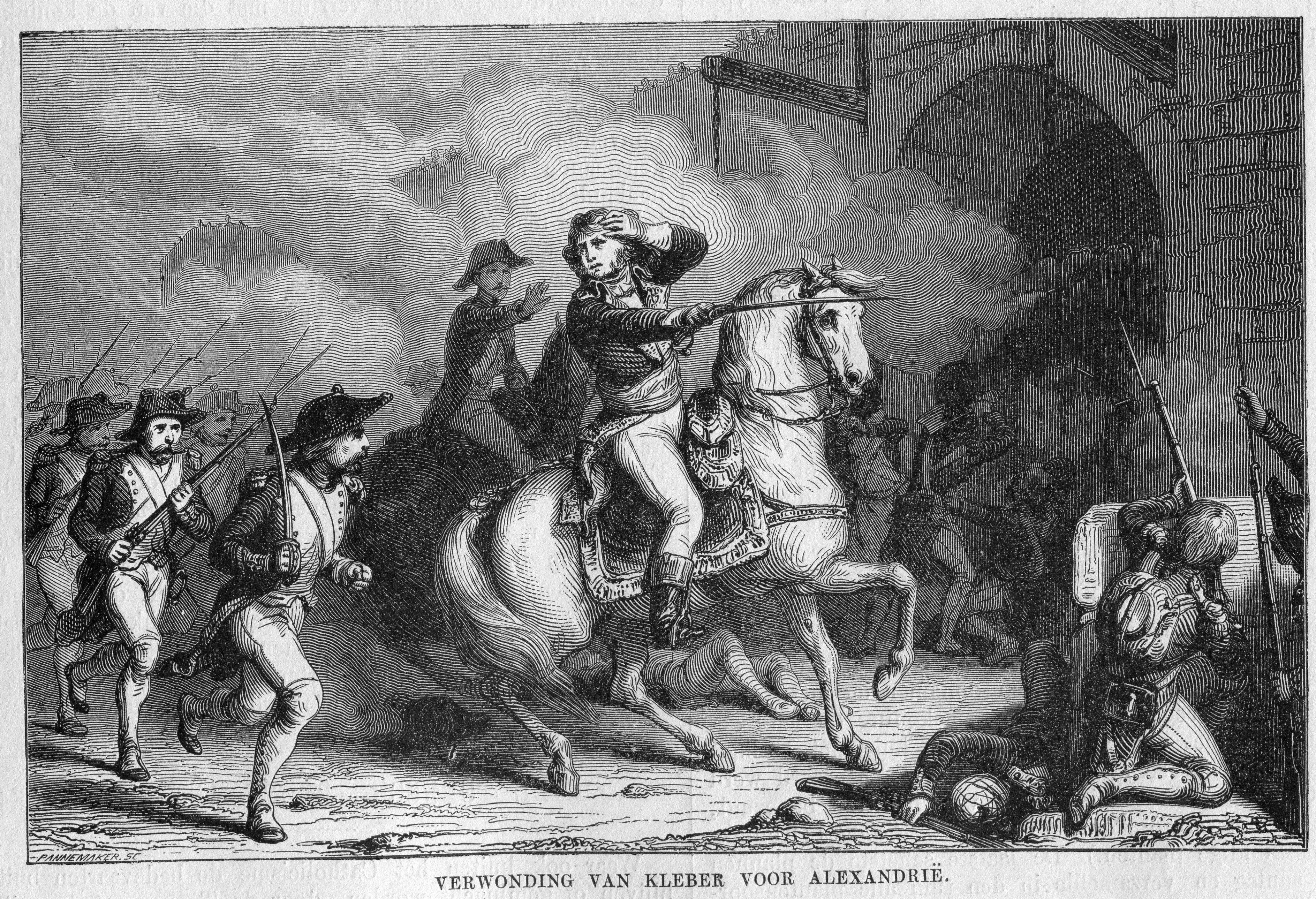
Поранення Клебера під Александрією, гравюра Адольфа-Франсуа Паннемакера

Кампанія не була успішною для французів, оскільки Наполеон відступив і повернувся до Франції наприкінці 1799 року. Наполеон залишив Клебера командувати французькими військами, не порадившись з ним перед від'їздом. На цій посаді, не бачачи надії повернути свою армію до Франції або закріпити свої завоювання, він уклав Ель-Аріську конвенцію (24 січня 1800 року) з комодором Сідней Смітом, отримавши право на почесну репатріацію французької армії. Коли британський адмірал лорд Кейт відмовився ратифікувати угоду, Клебер атакував турків у битві при Геліополісі. Війська Клебера повністю розгромили турків 20 березня 1800 року, незважаючи на багатократну перевагу сил противника. Потім він знову захопив Каїр, який повстав проти французького правління.

### Вбивство
Невдовзі після французьких перемог, коли Клебер прогулювався садом палацу Альфі біка, його зарізав Сулейман аль-Халабі, сирійський студент, що мешкав у Єгипті. Спочатку здалося, що вбивця попросив у Клебера милостиню, але потім схопив його за руку і вдарив ножем у серце, живіт, ліву руку і праву щоку, після чого втік і сховався біля палацу. Незабаром він був спійманий з кинджалом, яким він вбив Клебера, і згодом страчений. Вбивство сталося в Каїрі 14 червня 1800 року, за збігом обставин в той самий день, коли друг і товариш Клебера, Дезе, загинув під Маренго.

### Поховання
Після вбивства забальзамоване тіло Клебера було повернене до Франції. Побоюючись, що його могила стане символом республіканізму, Наполеон наказав поховати його в замку Іф, на острові поблизу Марселя. Вона залишалася там протягом 18 років, поки Людовик XVIII не виділив Клеберу місце для поховання в його рідному місті Страсбурзі. Він був перепохований 15 грудня 1838 року під іменною статуєю, розташованою в центрі на площі Клебера. Ім'я Клебера вписано в колону № 23 на південній опорі Тріумфальної арки.

## Оцінка
Клебер став одним з найвидатніших генералів епохи французької революції. Жоден генерал того часу не перевершував його, як заступника командувача. Управління військами в Єгипті в складному становищі показує, що його навики адміністратора не поступалися, тим, якими він володів як полководець. Хоча сам Клебер неоднозначно ставився до Наполеона (в тому числі проклинав його і малював глузливі карикатури), Бонапарт високо цінував майстерність Клебера, заявляючи, що «немає такого чудового видовища, як дивитися, як Клебер йде в бій», і порівнював його з богом війни Марсом.